# 禅让制
禅让制（「禪」，音同「擅」），中国统治者更迭的一种方式，指在位君主生前便将统治权让给他人。形式上，禅让是在位君主自愿进行，是为了让更贤能的人统治国家。通常，禅让是将权力让给异姓（也包括外親），这会导致朝代更替，稱為“外禅”；而让给自己的同姓血亲，则被称为“内禅”，讓位者通常称“太上皇”，不导致朝代更替。沒有血緣關係的禅让更是不把權位當作一家人私有，讓其給賢能的人，是一種理想的政治制度，由部落推選出來。

## 起源
由於遠古時代生產力極為落後，人類必須依靠集體的力量，共同勞動、平均分配食物才能生活下去，因此，人們需要選舉出贤能、公正的人當首领，以帶領大家抵禦外來侵襲，進行生產勞動和平均分配食物。

## 中国传说中的禅让
中國上古時期的“禪讓”制度，是部落聯盟推舉首领或帝王讓位給別人的一種方式，即部落各個諸侯表决，以多數决定。
禪讓制度最早記載於《尚書》之中，但其是否真實一直存在爭議。相傳尧為部落聯盟領袖時，四岳推舉舜為繼承人，堯對舜進行三年考核後，使幫助為事。堯死後，舜繼位，同樣用推舉方式，經過治水考驗，以禹為繼承人。禹繼位後，又舉皋陶為繼承人，皋陶早死，又以伯益為繼承人，最後族人擁戴禹之子啟為王。啟繼承禹而確立夏朝家天下的開始，使上古時代的禪讓制度結束。
王莽新政时期，扬雄在《蜀王本紀》中記載蜀王杜宇禅让于开明。
1993年郭店一号墓出土的〈唐虞之道〉與2002年出版的《上海博物馆藏战国楚竹书》收錄的〈子羔〉、〈容成氏〉三篇都記載上古的禪讓。《唐虞之道》推崇禅让，指出“不禅而能化民者，自生民未之有也”。

## 對禪讓傳說的懷疑
許多學者與書籍質疑遠古禪讓傳說是否真實，懷疑是後起之秀以暴力奪權，並冠上「禪讓」的虛名。
- 《山海经·海内西经》记载：“苍梧之山，帝舜葬于阳，帝丹朱葬于阴”，亦稱呼堯的兒子丹朱為“帝”。
- 荀子在《正论》中说：“夫曰尧舜禅让，是虚言也，是浅者之传，是陋者之说也。”
- 韩非子在《说疑》一文中说：“舜逼尧，禹逼舜，汤放桀，武王伐纣，此四人者，人臣弑其君者也，而天下譽之。察四王之情，貪得人之意也；度其行，暴亂之兵也。然四王自廣措也，而天下稱大焉；自顯名也，而天下稱明焉。則威足以臨天下，利足以蓋世，天下從之。”
- 《竹書紀年》认为：“尧德衰，为舜所囚。舜囚尧，复偃塞丹朱，使父子不得相见也。”[1]
- 《汲冢瑣語》：“舜放堯于陽，而書云某地有城，以囚堯為號識者，憑斯異說，頗以禪受為疑”。
- 《廣弘明集》十一引《汲冢竹書》云：“舜囚堯於平陽，取之帝位，今見有囚堯城”
- 曹丕篡位漢獻帝後，跟群臣說：「舜、禹之事，吾知之矣。」（《三國志·文帝紀·魏氏春秋註》）
- 顾颉刚指出：“禪讓之說乃是戰國學者受了時勢的刺激，在想象中構成的烏托邦。”又說“這是墨家為了宣傳主義而造出來的”[2]。1936年，他還发表《禅让传说起于墨家考》。

## 中國歷史上的禪讓
最早信史有記載的禪讓，發生在燕國，由燕王噲禪讓王位於宰相子之，這次是一次自願禪讓，動機是燕王噲希望效法堯禪讓的故事。
中國歷史上的王朝更替，也有以禪讓之名，行奪權之實。此等所谓禪讓，都是朝中權臣脅迫皇帝退位，而由於繼承者是當政者的臣子，為避免“不忠”的罵名，就打著禪讓之旗號，以取得正统。
因此，以禪讓而滅亡某一朝代，史書中也多表述為“篡”（如“王莽篡漢”、“曹丕篡漢”），而若外部武力直接推翻某一朝代，則用“滅”（如“元滅宋”）、（如“清滅明”），以表明某種價值判斷。

## 中華人民共和國的禪讓
2013年5月，宋鲁郑刊文認為，中華人民共和國最高權力的更替具有傳統的禪讓色彩，但又打破了古代禪讓終身制的局限，其特點為“一黨領導、全國選拔、長期培養、年齡限制、定期更替”。但程晓农”認為，禪讓真正意義在於政權的更替跟繼承不侷限在少數權貴集團圈內，而是傳位給一個有能力有人望的領導者，也就是所謂“傳賢不傳子”，如今中共雖然嚴格講不是家天下，但“政權交接權力都掌握在少數人手上”，是否可以稱做禪讓很有爭議。

## 年表
以禪讓形式完成的政權更替見下表：

### 漢→魏→晉→宋→齊→梁→陳
- 220年，漢獻帝劉協禪讓魏文帝曹丕
- 266年，魏元帝曹奂禪讓晋武帝司馬炎
- 420年，晋恭帝司馬德文禪讓宋武帝劉裕
- 479年，宋順帝劉準禪讓齊高帝蕭道成
- 502年，齊和帝蕭寶融禪讓梁武帝蕭衍
- 557年，梁敬帝蕭方智禪讓陳武帝陈霸先

### （东）魏→齊
- 550年，魏孝靜帝元善見禪讓齊文宣帝高洋

### （西）魏→周→隋→唐→梁
- 557年，魏恭帝元廓禪讓周孝闵帝宇文覺
- 581年，周靜帝宇文衍禪讓隋文帝楊堅
- 618年，隋恭帝楊侑禪讓唐高祖李渊

- 907年，唐哀帝李祝禪讓梁太祖朱温

### 吳→唐
- 937年，吳睿帝楊溥禪讓給唐烈祖李昪

### 漢→周→宋
- 951年，漢李太后下誥將後漢皇位禪讓周太祖郭威
- 960年，周恭帝柴宗訓禪讓宋太祖赵匡胤

### 清→中华民国
1912年，在《清室優待條件》、《段祺瑞等要求共和电》後，清宣统皇帝頒布《清室退位詔書》，禪讓全国，中華民國接管「滿、漢、蒙、回、藏五族完全領土為一大中華民國」。

### 历代王朝内禅
- 705年，周则天皇帝武曌禪讓給其子唐中宗李顯
- 712年，唐睿宗李旦禪讓給其子唐玄宗李隆基
- 1189年，宋孝宗赵昚禅让给其子宋光宗赵惇
- 1795年，清高宗乾隆帝讓給其子清仁宗嘉慶帝

### 其它
以下是其餘在中國歷史上曾完成禪讓程序，但隨即以失敗告終的政權
- 蜀望帝杜宇禪讓蜀叢帝鱉靈
- 前316年，战国时代的燕王燕王噲禪讓子之
- 8年，漢的孺子婴禪讓新的王莽
- 403年，晋安帝司馬德宗禪讓楚武悼帝桓玄
- 551年，梁帝萧栋禪讓漢帝侯景
- 649年，隋帝楊侗禪讓鄭帝王世充

### 兰芳共和国
华人在南洋婆罗洲建立的蘭芳共和國，总长实行禅让和选举结合的形式。

## 延伸阅读
- 萨拉·艾兰著，孫心菲等譯：《世襲與禪讓——古代中國的王朝更替傳說》（北京：北京大學出版社，2002）。
- 尤鋭：〈禪讓：戰國時期關於平等主義與君主權力的論爭 （页面存档备份，存于）〉。